# Тихонов, Василий Михайлович
Васи́лий Миха́йлович Ти́хонов (6 февраля 1898, Скоморохово, Переславский уезд, Владимирская губерния, Российская империя — апрель 1978, Калуга, СССР) — директор Калужского и Тюменского государственных педагогических институтов. Кандидат педагогических наук, доцент.

## Детство. Начало педагогической деятельности
Родился 6 февраля 1898 года в деревне Скоморохово Переславского уезда Владимирской губернии в крестьянской семье. С восьмилетнего возраста в течение трёх лет учился в начальной земской школе, находившейся в селе Половецкое, потом проходил обучение в мужской гимназии, которую окончил в 1918 году. Занимался частным преподаванием, преподавал в школе № 2 второй ступени города Переславля. В 1919 году учителями школы выдвинут в состав коллегии Переславского уездного отдела народного образования. С 1920 по 1930 год работал в различных городах страны — Переславле, Ярославле и Воронеже учителем, уездным инспектором, заведующим в школе, инспектором-методистом областного отдела народного образования. 
В 1930—1931 учился и успешно окончил высшие педагогические курсы при Московском государственном педагогическом институте, образованном в результате реорганизации Второго Московского государственного университета. После их окончания в 1931 году направлен в Тюменский агропедагогический институт (в 1934 году реорганизован в Тюменский педагогический институт) ассистентом по педагогике, в вузе также впоследствии занимал должности: заведующего программно-методической группой, заведующего агрономическим отделением. С 1933 по 1940  — заместитель директора по учебной работе, с 15 февраля 1940 года по 30 апреля 1944  —  директор Тюменского педагогического института. 
В 1940 году вступил в ВКП(б).
15 июля 1942 года написал заявление в Тюменский горком ВКП(б) с просьбой о зачислении в Омскую добровольческую бригаду имени Сталина, однако был оставлен на посту директора. После ухода с поста директора был деканом естественного факультета, в 1937-1950 годах – заведовал кафедрой педагогики (с перерывом).

## Директор Тюменского государственного педагогического института
16 января 1941 года в Тюменском педагогическом институте открыт факультет иностранных языков, готовивший специалистов по романо-германским языкам и литературе, английскому языку.
10 мая 1941 года в ТГПИ проведен последний перед войной «День открытых дверей».
Основное время управления В.М. Тихоновым Тюменским государственным педагогическим институтом пришлось на годы Великой Отечественной войны.
В связи с начавшейся войной в 1941 году в ТГПИ были произведены два выпуска студентов: один очередной - летом; второй внеочередной - в ноябре месяце. Поэтому преподаватели и администрация института обеспечивали обучение учащихся последнего курса в течение всего лета 1941 года. Так как большинство студентов было привлечено к сельскохозяйственным работам новый учебный год в институте в 1941 году начался лишь 15 октября. При этом в учебные планы было введено обязательное военно-физическое обучение.
В июле 1941 г. на базе Тюменского педагогического института были организованы курсы медсестер для полевых госпиталей, а также создан штаб противовоздушной и противохимической обороны. 28 декабря 1943 года начались занятия на курсах для военруков, организованных при ТГПИ (В.М. Тихонов преподавал на них педагогику).
В годы войны многие преподаватели и учащиеся ушли на фронт. Сам институт уже через несколько часов после объявления войны был вынужден освободить корпус на улице Луначарского, 2 для организации в нем госпиталя и переехал в здание по адресу: улица Республики, 60. Оно имело всего 11 аудиторий, поэтому занятия в институте пришлось организовать в три смены.
Невзирая на бытовые неудобства, повышенную интенсивность учебных занятий, высокую социальную нагрузку в ТГПИ продолжалось проведение научно-исследовательской работы. С 1 по 7 февраля 1942 года в институте была проведена преподавательская научная конференция. В научно-исследовательскую работу были вовлечены и студенты. В институте действовали литературные, зоологические, химические, географические научные кружки. В трудных условиях войны ТГПИ продолжал выполнять свою главную задачу - готовить педагогические кадры.
Однако главные усилия руководства были направлены не только на обеспечение качественного обучения, но и на организацию всесторонней помощи фронту. В первые дни войны студенты дежурили на мобилизационных пунктах, помогали выдавать обмундирование призванным в армию, вели агитационную и пропагандистскую работу на предприятиях. Студенческие бригады постоянно работали в госпиталях. В течение первого военного учебного года Тюменский государственный педагогический институт провел 27 воскресников на заводах города, на пристани и железнодорожной станции, разгружая вагоны, баржи, расчищая железнодорожные пути. Средства, заработанные на воскресниках, концертах коллектива художественной самодеятельности института, перечислялись в фонд обороны, а также на строительство авиаэскадрилий «Омский комсомолец» и «Боевые подруги». Ежемесячно весь коллектив ТГПИ передавал в фонд обороны страны однодневный заработок. Кроме того, только в 1943-44 годах сотрудниками и студентами института в фонд обороны было передано наличными средствами 13144 рублей. Также на фронт бойцам посылались теплые вещи, продукты, табак. В эти годы коллектив ТГПИ принял участие в устройстве беспризорных детей и руководством института принято решение о шефстве над детскими домами в Тюмени и в селе Каменка Тюменской области.
Благодаря усилиям руководства, самоотверженности преподавателей и студентов постепенно улучшалась материальная база института. Было получено помещение для студенческого общежития. Увеличение с 1943 года ассигнований на содержание вузов позволило ввести стипендии успевающим студентам. Военные, демобилизованные после ранения, освобождались от платы за обучение.
В апреле 1944 года Тюменский государственный педагогический институт вернулся в своё прежнее здание, расположенное по улице Луначарского, д.2. Оно отвечало потребностям института в учебных и вспомогательных помещениях, имело водопровод, канализацию и центральное отопление. Использование 17 учебных аудиторий позволило вернуться к занятиям в одну смену.
После ухода с поста директора института В.М. Тихонов продолжал заведовать кафедрой педагогики ТГПИ.
В 1947 году в Московском областном педагогическом институте Тихонов защитил диссертацию «Советская семья, как фактор коммунистического воспитания» на соискание учёной степени кандидата педагогических наук.

## Директор Калужского государственного педагогического института
С 1950 года — директор Калужского педагогического института. Под руководством В. М. Тихонова, опытного работника народного образования, значительно вырос преподавательский корпус Калужского государственного педагогического института (с 46 до 74 человек), увеличилось число дипломированных специалистов (до 25), число кафедр возросло с 10 до 13.
10 июля 1952 года состоялся первый выпуск КГПИ. Первые дипломы института получили 180 человек. В этом же году прекращён приём в учительский институт, открыто заочное отделение с разовым приёмом в 300 человек. Открыт ещё один, пятый по счёту, факультет — факультет иностранных языков.
Постановлением политбюро Калужского обкома КПСС 17.01.1953 освобождён от должности директора КГПИ с формулировкой «за неудовлетворительное руководство учебной и научной работой, за допущенную политическую беспечность и ротозейство». Под этим понималось, что «Тихонов не извлек уроков, не сделал должных выводов, когда доцент зоологии Смирнов и профессор Купцов протаскивали буржуазную идеологию. Доцент педагогики Катериночкин допускал в своих лекциях антипартийные высказывания... В институте работает ряд лиц, не внушающих политического доверия».
После ухода с поста директора института, продолжил заниматься педагогической деятельностью в вузе в качестве доцента кафедры педагогики, с октября 1955 года по сентябрь 1959 года был заведующим кафедрой педагогики.
Скончался в апреле 1978 года в Калуге.

## Награды
- Медаль «За доблестный труд в Великой Отечественной войне»[2];
- Медаль «За доблестный труд. В ознаменование 100-летия со дня рождения В. И. Ленина»[2].